# Бурабай (Курчумський район)
Бураба́й (каз. Бурабай) — село у складі Курчумського району Східноказахстанської області Казахстану. Адміністративний центр Абайського сільського округу.
Населення — 387 осіб (2021; 461 у 2009, 848 у 1999, 1228 у 1989).
Національний склад станом на 1989 рік:
- казахи — 100 %